# Neurofarmakologija
Neurofarmakologija je izučavanje načina na koji lekovi utiču na ćelijske funkcije nervnog sistema. Postoje dve glavne grane neurofarmakologije: bihevioralna i molekularna. Bihevioralna neurofarmakologija je usresređena na izučavanje načina na koji lekovi utiču na ljudsko ponašanje (neuropsihofarmakologija), uključujući izučavanje načina na koji zavisnost od lekova i adikcija utiču na ljudski mozak. Molekularna neurofarmakologija obuhvata izučavanje neurona i njihove neurohemijske interakcije, sa opštim ciljem razvoja lekova koji imaju korisno dejstvo na neurološke funkcije. Ova dva polja su blisko povezana, pošto se oba bave interakcijama neurotransmitera, neuropeptida, neurohormona, neuromodulatora, enzima, sekundarnih glasnika, kotransportera, jonskih kanala, i receptorskih proteina u centralnom i perifernom nervnom sistemu. Izučavanjem tih interakcija se razvijaju lekovi za tretman mnogih neuroloških poremećaja, uključujući bol, neurodegenerativne bolesti poput Parkinsonove bolesti i Alchajemerove bolesti, psihološki poremećaji, adikcija, i mnogi drugi.